# Profesionální sport

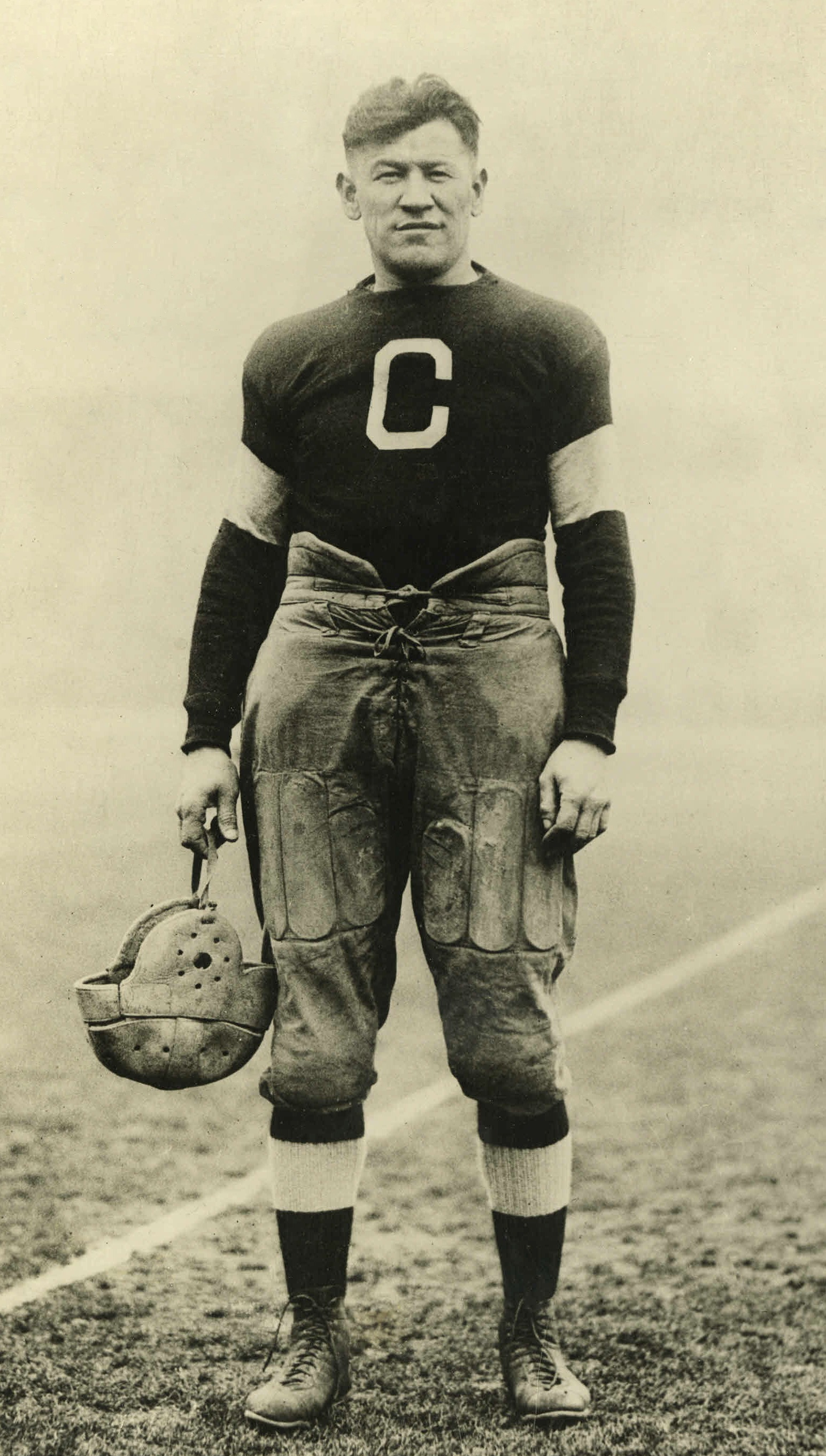
Olympijský vítěz v desetiboji z roku 1912 Jim Thorpe musel vrátit zlatou medaili po zjištění, že hrával profesionálně baseball

Jako Profesionální bývají označovány takové sportovní soutěže, kterých se účastní placení profesionálové. Zdroji financování těchto závodníků jsou především vstupné, reklama a vysílací práva.

## Historie
Počátky profesionálního sportu se datují už do doby úpadku antických olympiád, kdy se občas atleti nechávali najímat jednotlivými městskými státy. V římské a byzantské říši byly velmi populární závody koňských spřežení, kdy mezi sebou soupeřily barevně rozlišené soukromé stáje, které platily (a občas i navzájem přeplácely) profesionální vozataje.
Z roku 1527 pochází zpráva o profesionálních hráčích jeu de paume v Paříži. Koncem devatenáctého století se objevují v Anglii první fotbaloví profesionálové. V roce 1905 poprvé přesáhla částka za přestup hráče 1000 liber. Mezinárodní olympijský výbor zakázal účast profesionálů na olympiádě (výjimkou byla soutěž mistrů šermu v roce 1900). Mnozí sportovci, kteří byli podezřelí, že za sportovní výkony berou peníze, nebyli na hry připuštěni (např. Paavo Nurmi, Karl Schranz) nebo byli dodatečně diskvalifikováni (Jim Thorpe). Za porušení pravidel se považovalo už přijetí cestovného nebo náhrady ušlé mzdy. Za profesionály byli dlouho pokládáni i manuálně pracující, učitelé tělocviku nebo lyžařští instruktoři ve střediscích zimní turistiky (proto se sjezdové lyžování objevilo na hrách až v roce 1936). Toto pojetí amatérismu prosazoval předseda MOV v letech 1952 až 1973 Avery Brundage: ještě počátkem sedmdesátých let nesměl olympionik absentovat v zaměstnání kvůli sportu déle než čtyři týdny v roce.
V zemích bývalého sovětského bloku však existoval takzvaný státní profesionalismus. Špičkoví sportovci byli papírově vedení jako zaměstnanci velkých podniků, studenti, vojáci nebo policisté, ale do práce ve skutečnosti nechodili a připravovali se v podmínkách srovnatelných se západními profesionály. Stát přípravu takových borců velkoryse financoval, protože olympijská vítězství byla zdrojem politické prestiže. Skrytý profesionalismus se ovšem objevuje také v americkém univerzitním sportu: stipendia často získávají talentovaní sportovci, aniž by prokázali jakékoli studijní schopnosti.
Olympijské hry otevřel profesionálům Juan Antonio Samaranch. V roce 1988 se objevili první otevřeně profesionální sportovci v tenise, roku 1992 následoval lední hokej, basketbal a cyklistika. Dosud však na olympiádě nestartují profesionální boxeři, protože jejich zápasy se řídí odlišnými pravidly.
Nejvýznamnějšími profesionálními ligami jsou National Football League, National Basketball Association, Major League Baseball a National Hockey League. V americkém fotbale se roční výdělky pohybují mezi jedním až dvěma miliony dolarů, baseballisté vydělávají až tři a půl milionu.
V České republice jsou profesionální sportovci ze zákona zařazeni do kategorie Osoba samostatně výdělečně činná.

## Nejvíce vydělávající sportovci (rok 2012)
- Floyd Mayweather, Jr. (box) 85 milionů dolarů
- Tiger Woods (golf) 59 milionů dolarů
- LeBron James (basketbal) 53 milionů dolarů
- Roger Federer (tenis) 52 milionů dolarů
- David Beckham (fotbal) 46 milionů dolarů
- Peyton Manning (americký fotbal) 42 milionů dolarů
- Maria Šarapovová (tenis) 28 milionů dolarů [12]